# 人的正确思想是从哪里来的？
1963年5月，毛泽东在修改《中共中央关于目前农村工作若干问题的决定（草案）》（即《前十条》）时增写了一段话，即《人的正确思想是从哪里来的？》。

## 历史
1963年5月2日至12日，中共中央在杭州召开总结四清运动试点经验的会议讨论农村社会主义教育问题。会议讨论和通过了《前十条》。5月20日，中共中央印发《前十条》。发布前，毛泽东在这个文件前面加写了不足1100字的《人的正确思想是从哪里来的？》。

## 内容
指出人的正确思想只能来自三项实践：生产斗争、阶级斗争和科学实验。指出认识过程的两次飞跃：由存在到思想的阶段，由思想到存在的阶段。

## 出版
1964年6月收入《毛泽东著作选读》（乙种本）。后收入《毛泽东著作选读》（下册）。后被编入《毛泽东文集》第八卷。